# Mitsubishi Outlander
La Mitsubishi Outlander è un compact crossover SUV prodotto dall'azienda giapponese Mitsubishi Motors Corporation dal 2001.

## Prima generazione (2001-2006)
La Mitsubishi Outlander, originariamente conosciuta come Mitsubishi Airtrek quando fu introdotta in Giappone nel 2001, era basata sulla Mitsubishi ASX concept car esibito al North American International Auto Show del 2001.
La Airtrek fu introdotta nel mercato giapponese il 20 giugno 2001.
In Italia, come in altri mercati, è arrivata nel 2003.
In Cile fu venduta come Montero Outlander, per beneficiare del nome della più forte Mitsubishi Montero Sport.

### Airtrek Turbo-R
Nel 2002 venne lanciata sul mercato nipponico il modello Turbo-R. A differenza della versione base, con motore aspirato con cambio automatico a 4 rapporti, esso monta un motore turbocompresso con cambio automatico a 5 rapporti. Tale scelta tecnica è stata eseguita in virtù del nuovo propulsore installato, un 4G63 derivato dalla Lancer Evolution VII. Si tratta di un motore 2.0L in linea che genera 343,0 Nm di coppia a 2500 giri, erogando una potenza massima di 240 CV a 5500 giri. Oltre che il propulsore, la Airtrek ha ereditato dalla serie Evolution anche la trazione integrale permanente. Per questo motivo l'avantreno monta sospensioni MacPherson, mentre il retrotreno è multilink. Nonostante l'elevata potenza, il ministero dei trasporti giapponesi ha classificato la Airtrek Turbo-R come veicolo a basse emissioni.

### Motorizzazioni
| Modello             | Disponibilità | Motore      | Cilindrata (cm³) | Potenza         | Coppia max (Nm) | Emissioni CO2 (g/Km) | 0–100 km/h (secondi) | Velocità max (Km/h) | Consumo medio (Km/l) |
| 2.0 16v 2wd         | 2003-2005     | Benzina     | 1997             | 100 Kw (136 Cv) | 176             | 215                  | 10.7                 | 192                 | 11.0                 |
| 2.0 16v 4wd         | 2003-2007     | Benzina     | 1997             | 100 Kw (136 Cv) | 176             | 224                  | 11.4                 | 192                 | 10.5                 |
| 2.0 16v 4wd turbo   | 2005-2007     | Benzina     | 1997             | 148 Kw (201 Cv) | 303             | 232                  | 7.7                  | 220                 | 10.0                 |
| 2.4 16v 4wd         | 2003-2005     | Benzina     | 2378             | 118 Kw (160 Cv) | 216             | 233                  | 11.0                 | 200                 | 10.2                 |
| 2.0 16v 4wd Bi-Fuel | 2005-2007     | Benzina-GPL | 1997             | 100 Kw (136 Cv) | 176             | 224                  | 11.4                 | 192                 | 10.6                 |

## Seconda generazione (2007-2012)
Il 17 ottobre 2005, Mitsubishi lancia la seconda generazione, eliminando la denominazione Airtrek in Giappone per adottare il nome globale. È costruita sul pianale Mitsubishi GS e usa vari motori sviluppati da Mitsubishi, Volkswagen 2.0 TDI e PSA Peugeot Citroën. La piattaforma è anche usata dal Gruppo PSA come base per il Citroën C-Crosser e il Peugeot 4007. Sullo stesso telaio è stata realizzata anche la crossover Mitsubishi ASX in produzione dal 2010.
In Europa, la Outlander ha ricevuto 4 stelle di sicurezza nell'EuroNCAP test del 2007.

### Restyling 2010

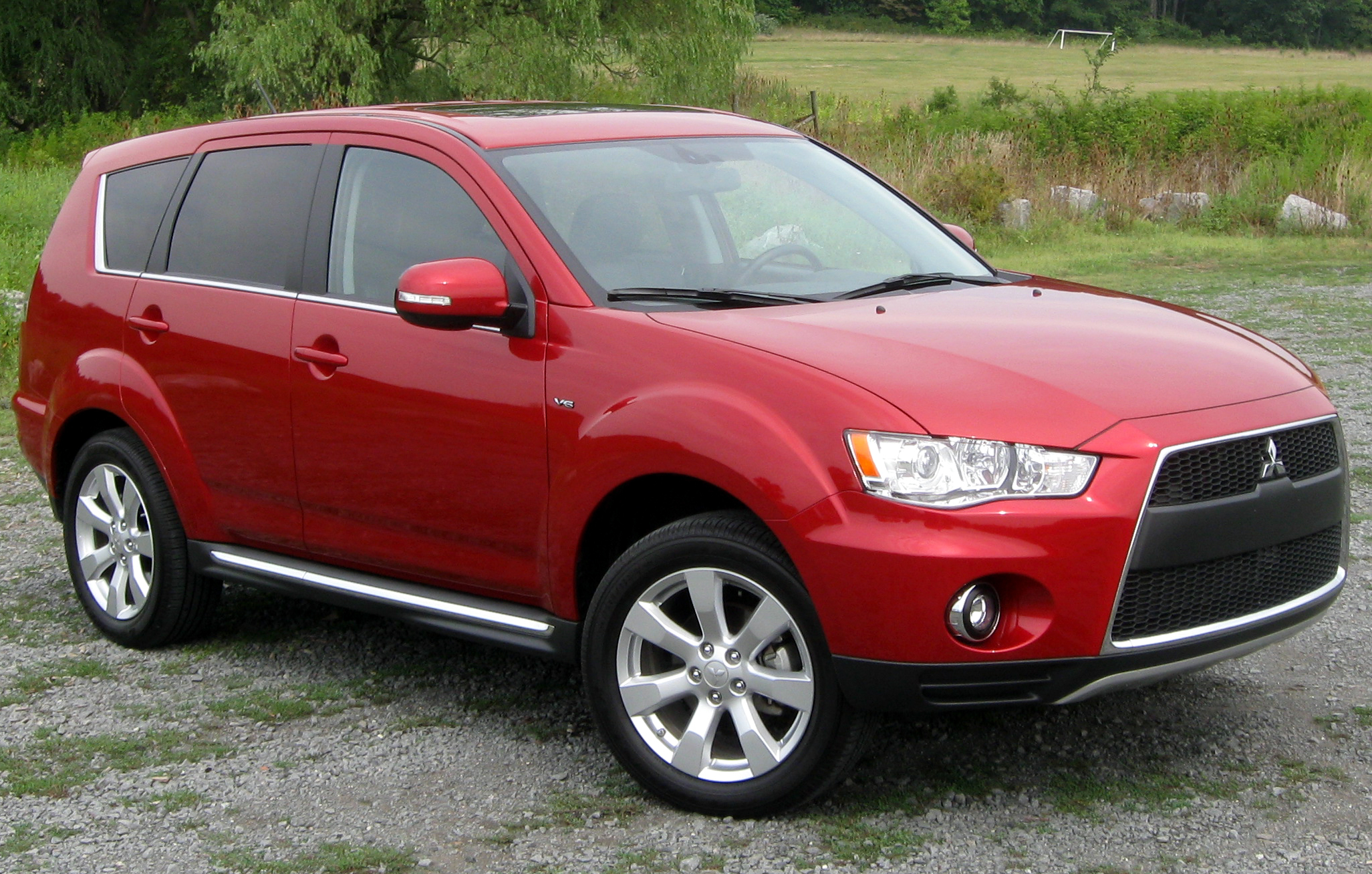
Vista anteriore Outlander restyling 2010

Nel febbraio 2010, la Outlander è stata rivista con un aggiornamento. Il SUV è stato rivisto esteticamente, soprattutto nel frontale dove si notano i cambiamenti maggiori; la griglia anteriore, il paraurti, i fari e il cofano motore ora richiamano e si allineano a quelli della Lancer nona serie, con la classica mascherina trapezoidale di grandi dimensioni che ingloba il porta targa. La parte posteriore e la linea laterale sono rimasti sostanzialmente invariati con solo lievi modifiche di dettaglio come le cromature sulle modanature laterali e sopra il vano targa.
Nuovo per la versione diesel 2.2 DI-D da 115 kW (156 CV) è un cambio sportivo a doppia frizione TC-SST, con trasmissione sequenziale completamente automatica. Il sistema comprende anche un sistema di assistenza nelle partenze in salita chiamato Hill Start Assist.
La gamma della Mitsubishi Outlander è stata ulteriormente integrata da un allestimento a trazione anteriore per la versione "entry-level"  chiamata 2.0 2WD MIVEC. Il motore con fasatura variabile delle valvole a benzina da 2,0 litri che equipaggia questa versione sviluppa una potenza di 108 kW (147 CV).

### Motorizzazioni
| Modello         | Disponibilità | Motore  | Cilindrata (cm³) | Potenza         | Coppia max (Nm) | Emissioni CO2 (g/Km) | 0–100 km/h (secondi) | Velocità max (Km/h) | Consumo medio (Km/l) |
| 2.2 DI-D TC-SST | 2007-2012     | Diesel  | 2179             | 115 kW (156 Cv) | 380             | 189                  | 11.1                 | 198                 | 13.9                 |
| 2.2 DI-D Mivec  | 2010-2012     | Diesel  | 2268             | 130 kW (177 Cv) | 380             | 169                  | 9.8                  | 200                 | 15.4                 |
| 2.4 Mivec       | 2006-2012     | Benzina | 2360             | 125 kW (170 Cv) | 232             | 208                  | 9.6                  | 190                 | 11.4                 |

## Terza generazione (2013-2021)
Nel 2012 viene presentata la terza generazione che segna un netto distacco dalle due generazioni precedenti in termini di stile; anticipata dai prototipi PX-Miev e PX-Miev II esposti al salone dell'automobile di Tokyo tra il 2009 e il 2011, la versione definitiva debutta ufficialmente al Salone dell'automobile di Ginevra 2012 e viene commercializzata in Europa dal dicembre dello stesso anno.
La nuova Outlander ha un occhio di riguardo verso l'ambiente, infatti per la prima volta viene adottato un nuovo propulsore plug-in ibrido PHEV che sfrutta un motore benzina da 150 CV abbinato ad un motore elettrico e ad un gruppo di batterie ricaricabili anche da una normale presa di corrente. Accanto al motore PHEV è disponibile una tradizionale unità benzina 2,0 litri Mivec quattro cilindri da 150 CV e un diesel 2,2 litri DI-D da 150 CV omologato Euro 6 con emissioni ridotte in modo notevole rispetto al diesel della precedente Outlander. Entrambi i motori sono abbinati allo stop&start e al cambio manuale a 5 rapporti con optional la trasmissione CVT. Solo in Asia la vettura viene prodotta anche col più grande 2,4 litri Mivec.
Lo stile presenta nuove linee spigolose per la carrozzeria con fiancata piatta, fanali anteriori e posteriori a LED e di dimensioni più sottili, poche cromature e calandra di dimensioni minori rispetto alla vecchia serie. Lo stile resta quello dei prototipi PX-Miev, nella coda un piccolo spoiler collega i due fanali. L'interno migliora nella qualità dei materiali e nell'assemblaggio, la consolle è orientata verso il guidatore e debuttano finiture in nero lucido per i modelli di punta abbinate anche alla plancia bicolore.
Tra i dispositivi tecnologici vengono introdotti il cruise control adattivo (ACC), il sistema che mantiene l'auto entro i limiti della carreggiata (LDW) e il sensore frontale Forward Collision Mitigation System (FCM) che frena automaticamente l'auto in caso di pericolo tamponamento. L'abitacolo ricalca lo schema precedente: 5 posti di serie o 7 posti su tre file di sedili come optional. Il pianale di base è un'evoluzione della precedente piattaforma GS alleggerita con sospensioni rinnovate grazie all'utilizzo di nuove leghe: l'anteriore utilizza il classico schema MacPherson, il posteriore adotta il più raffinato Multilink. La trazione è anteriore sui modelli base oppure integrale inseribile. La Outlander mantiene le dimensioni simili alla precedente serie con una lunghezza di 4,65 metri.

### Restyling 2015

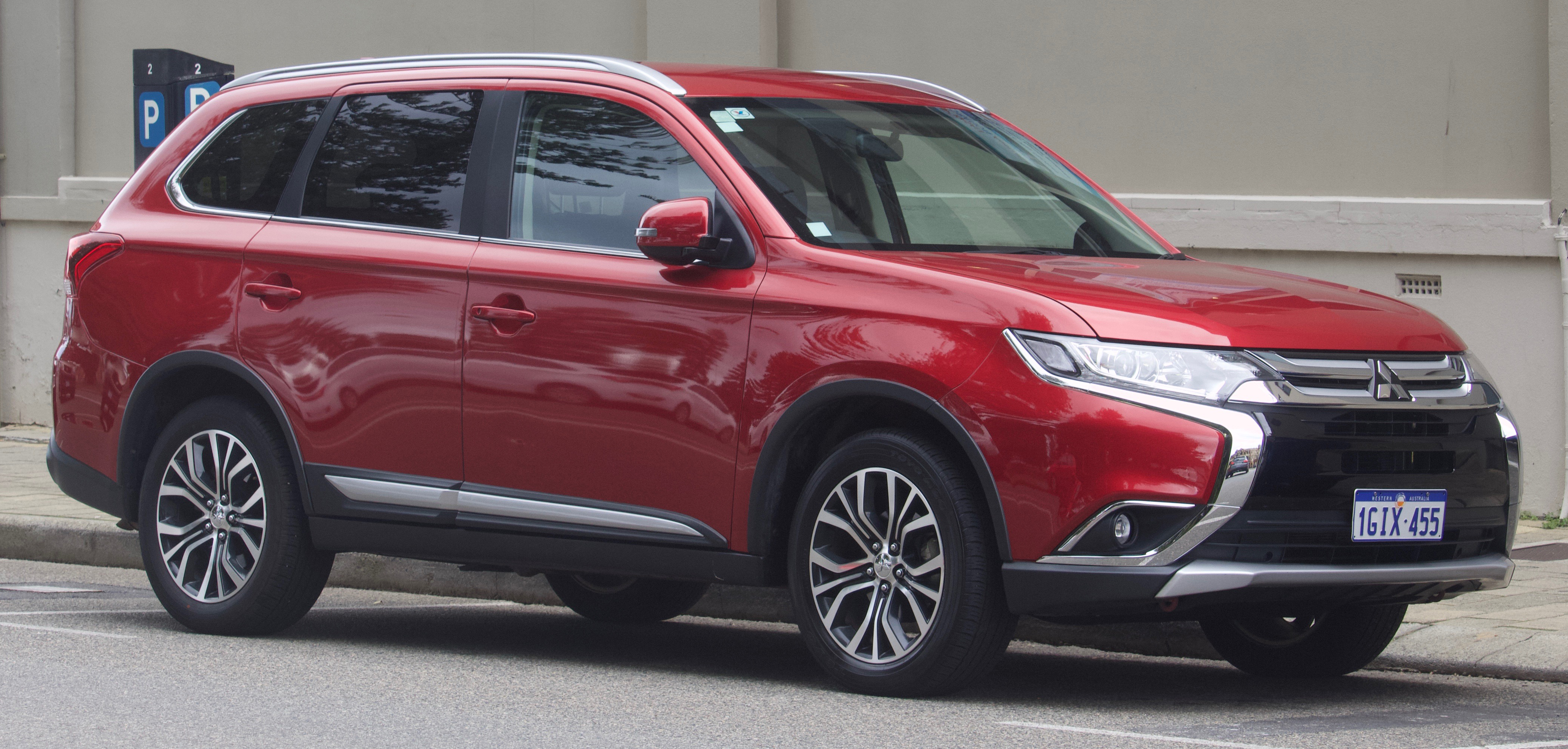
Outlander restyling 2015

Al Salone di New York del 2015, Mitsubishi ha presentato una pesante rivisitazione dell'Outlander. Il veicolo presenta un nuovo design chiamato "Dynamic Shield", che sarà la base per i futuri veicoli in diversi segmenti della Mitsubishi. I fari anteriori sono stati rivisti e ora includono fari diurni a LED o in opzione possono esserlo completamente e quelli posteriori ora hanno una nuova forma triangolare e una inedita illuminazione e trama interna a LED. All'interno dell'abitacolo, Mitsubishi ha fatto dei perfezionamenti e cambiamenti al volante, ai sedili ripiegabili posteriori, e ai comandi delle porte.
Oltre a miglioramenti estetici, la nuova Outlander ha ridotto il rumore acustico attraverso un maggior uso di materiale isolante, inspessito i vetri delle portiere, cambiato la taratura degli ammortizzatori e del differenziale. Le sospensione e lo sterzo sono stati affinati con una nuova taratura ed è stata introdotta la nuova generazione della trasmissione CVT8 per i motori con quattro cilindri.
In Italia, Outlander PHEV 2019 è proposta con il 2.4 Mivec benzina a ciclo Atkinson da 134 CV più due motori elettrici per una potenza complessiva di 224 CV.

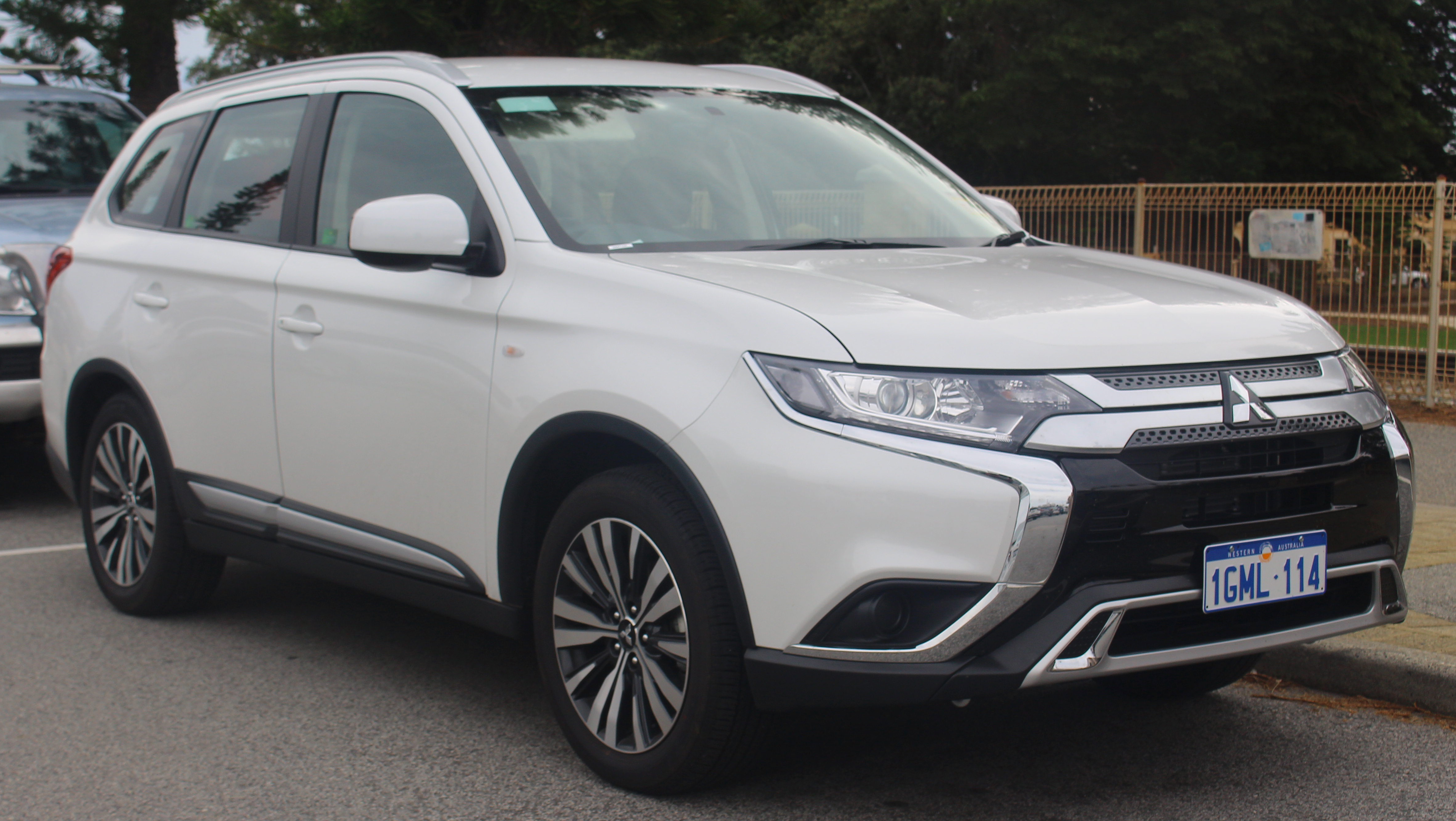
Outlander restyling 2019

### Restyling 2019
L'Outlander ha ricevuto un secondo restyling nel 2019. Le modifiche hanno portato in dote una nuova griglia a doppia lama che contiene inserti neri, un design rivisto del paraurti anteriore e posteriore e nuovi cerchi in lega da 18 pollici.

## Quarta generazione (2021-)

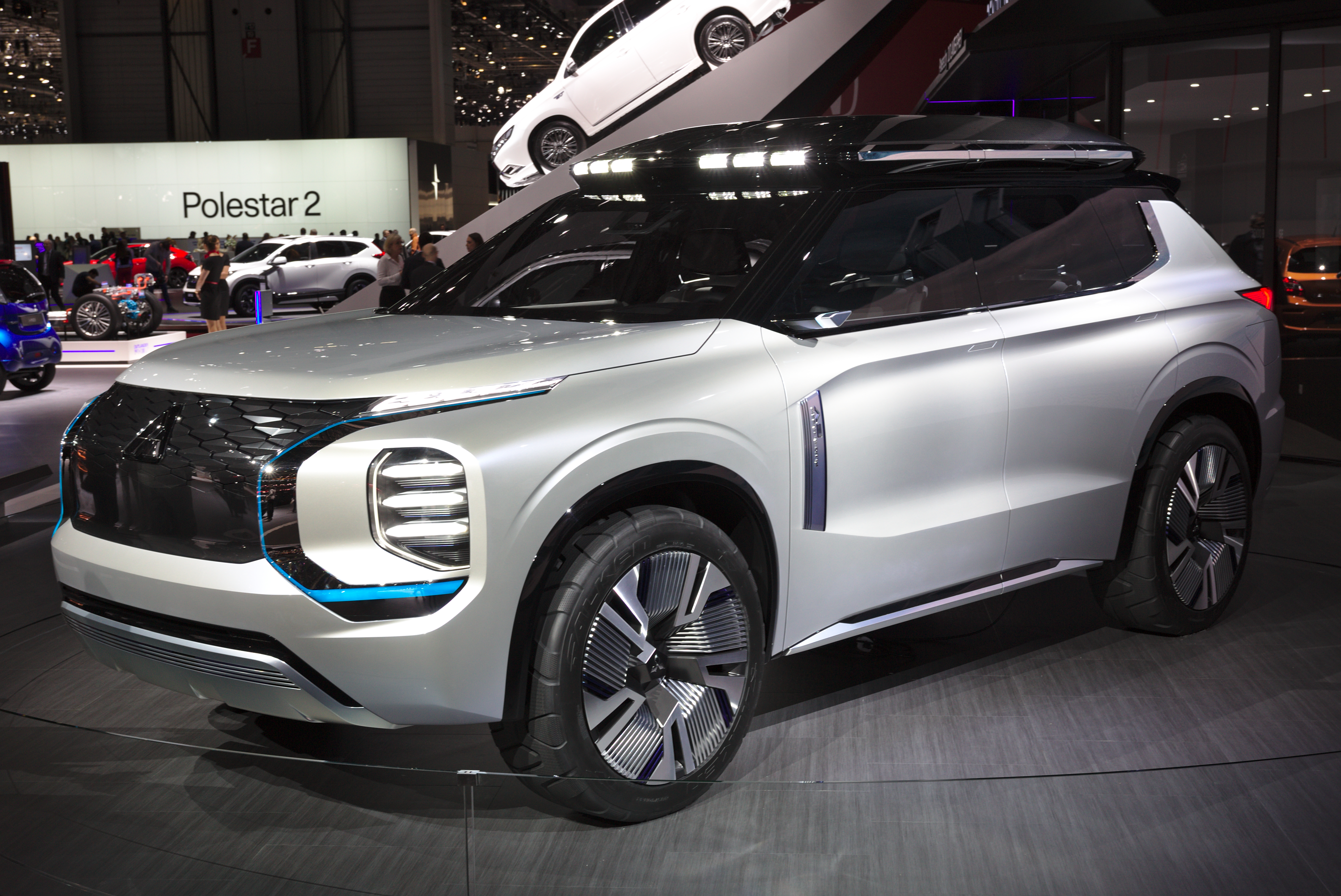
Mitsubishi Engelberg Tourer

La quarta generazione di Outlander ha debuttato il 16 febbraio 2021. Si ispira al concept GT-PHEV che ha debuttato al Salone di Parigi del 2016 e al concept Engelberg Tourer che ha debuttato al Motor Show di Ginevra 2019.
Le modifiche includono il nuovo motore a benzina PR25DD da 2,5 litri condiviso con la Nissan Rogue, che produce 181 CV. Le nuove caratteristiche degli interni includono un sistema di infotainment da 9,0 pollici con Apple CarPlay wireless, un quadro strumenti digitale da 12,3 pollici e un display head-up.

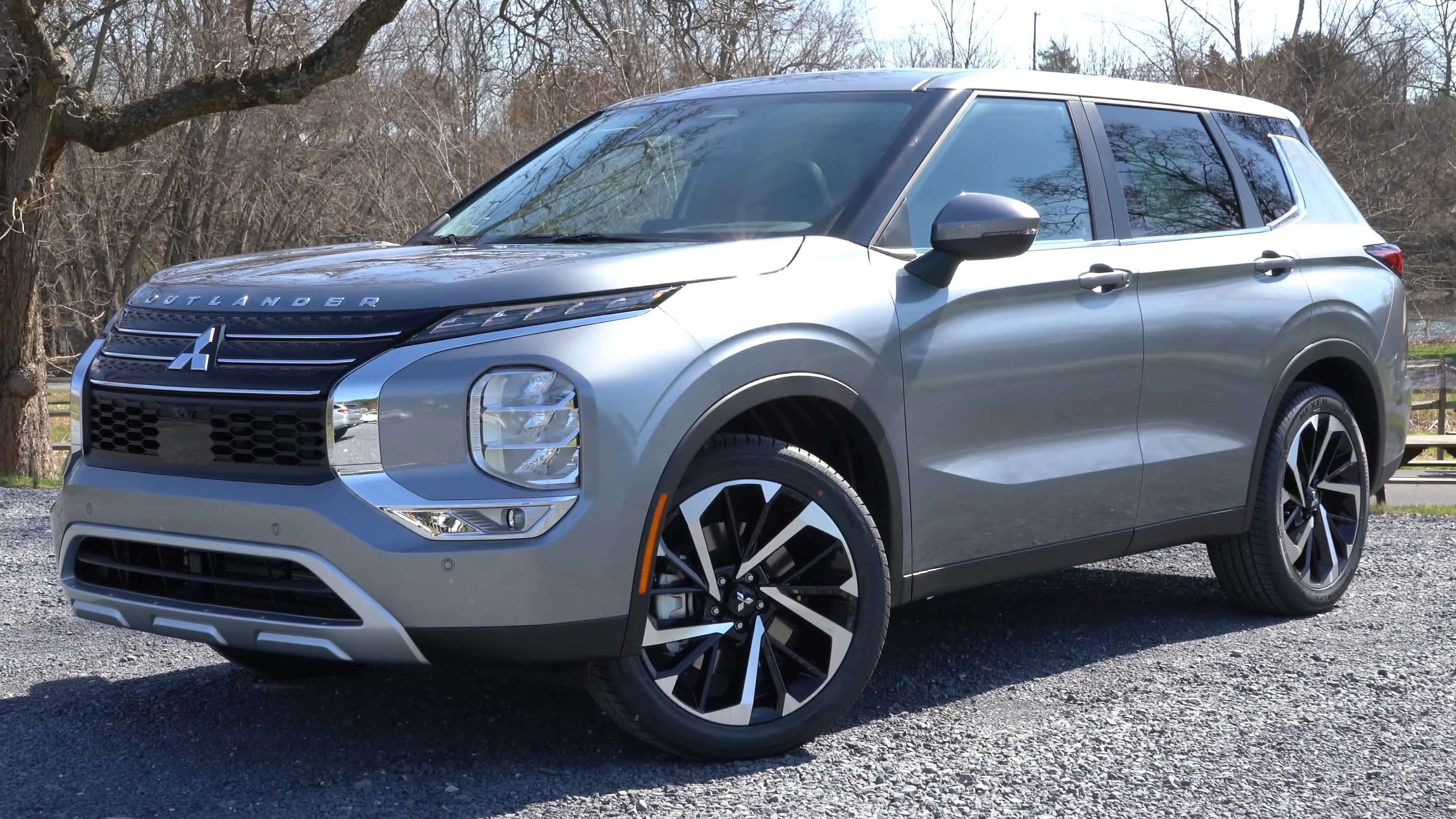
2022 Mitsubishi Outlander